# Pankow (deutsche Band)
Pankow – Eigenschreibweise PANKOW – war eine 1981 in der DDR gegründete Rockband. Musikalisch werden Pankow gelegentlich mit den Rolling Stones verglichen und haben in ihrer Bandgeschichte zahlreiche Musikstile verarbeitet und Theaterprojekte realisiert. Bereits zu DDR-Zeiten eine der bekanntesten Bands des Landes, hatten ihre Stücke oft einen kritischen und provozierenden Unterton. Die Stasi war unsichtbar präsent, da Bandmitglied Jürgen Ehle als Inoffizieller Mitarbeiter (IM) fungierte. „Ähnlich vielen Schriftstellern zählten sie zu den etablierten Größen ästhetischer Subversion“, schrieb der Journalist Christoph Dieckmann in einem 1999 im Rolling Stone erschienenen Artikel. Bei einigen ihrer Stücke traten daher Veröffentlichungsprobleme auf. So konnte ihr Erstlingswerk Paule Panke erst 1989 beim staatlichen Plattenlabel Amiga erscheinen. Das Lied Langeweile vom Album Aufruhr in den Augen durfte zeitweise im DDR-Rundfunk nicht gesendet werden. Diese Stücke wurden aber bei Pankows öffentlichen Auftritten gespielt. 2025 gab die Band in Dresden ihr letztes Konzert.

## Geschichte

### Vorgeschichte und Gründung
Pankow gingen aus der ursprünglichen Begleitband von Veronika Fischer hervor, die ab 1977 als 4 PS weiterarbeitete.
Nach dem Weggang von Franz Bartzsch suchten die Band-Mitglieder Jäcki Reznicek, Frank Hille, Jürgen Ehle und Rainer Kirchmann einen neuen Frontmann, den sie in André Herzberg bei der Gaukler Rock Band fanden.
Die neue Band nannte sich 1981 Pankow. Der Bandname spielt auf den Berliner Stadtbezirk Pankow an, in dem Herzberg lebte, sowie die Ähnlichkeit mit dem Wort Punk. Die Bezeichnung „Pankow“ war außerdem seit den 1950er Jahren ein westdeutscher Schmähbegriff für das DDR-Regime, dessen Mitglieder dort in Villen lebten.

### Aufruhr in den Augen (1981–1989)

#### Paule Panke
Von Anfang an wurde der Band eine große Aufmerksamkeit durch die Medien zuteil. 1983 beschrieb der West-Berliner Olaf Leitner in seinem Standardwerk über die Rockszene in der DDR die Begeisterung, mit der der Held des Rockspektakels Paule Panke als neue Kultfigur angenommen wurde und Pankow damit „endlich das DDR-typische Liedhafte eliminiert zugunsten einer rauhen, vital-treibenden Rhythmik“ und prophezeite der Band den Weg „an die Spitze aller Rockbands des Landes“.
1981 brachte Pankow Paule Panke auf die Bühne, ein mit Elementen einer Theateraufführung in Szene gesetzte Rockspektakel, das einen Tag aus dem Leben eines Lehrlings erzählt und für das als Texter fast ausschließlich Frauke Klauke alias Wolfgang Herzberg, Bruder von André Herzberg, verantwortlich zeichnet. Im Folgejahr kam es zu ersten Produktionen im Studio sowie zu einem Live-Mitschnitt von Paule Panke.

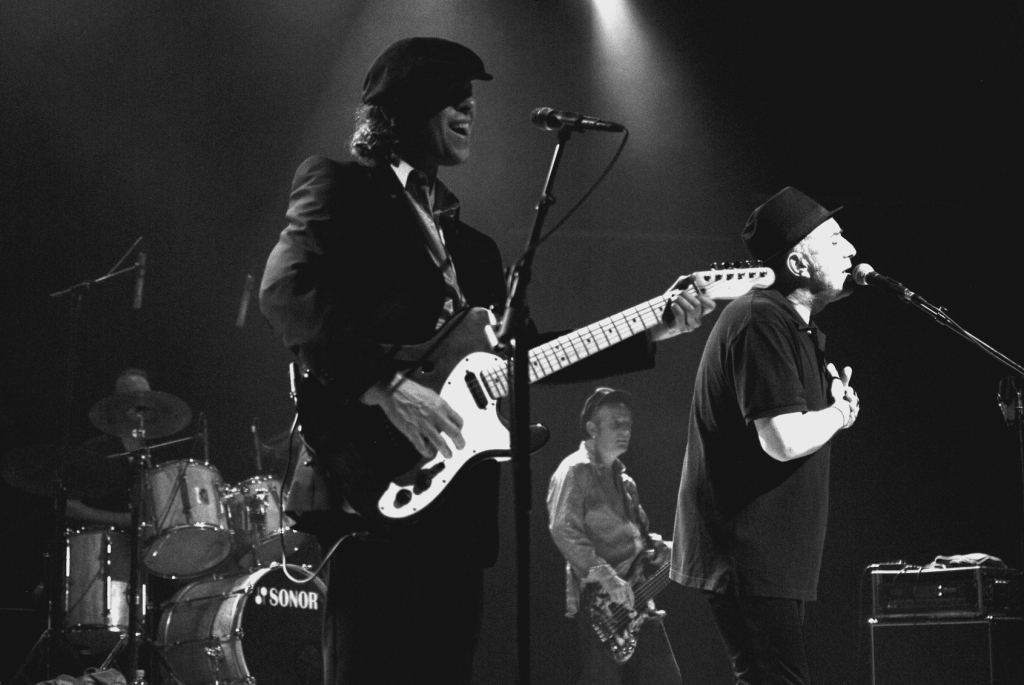
Pankow (2011)

Bei Paule Panke waren Handlung und Musik nahezu gleichberechtigt. Die optische Darstellung der Handlung beschränkte sich im Wesentlichen auf den Frontmann der Band André Herzberg, der ähnlich wie Peter Gabriel in den frühen Jahren von Genesis die vorgetragenen Texte mit theatralischen Elementen visuell verstärkte. Paule Panke war das erste Rockspektakel der DDR, dessen Aufführung nicht auf Theaterbühnen und damit auf ein relativ kleines Publikum beschränkt war. So wurde Paule Panke in den Kulturhäusern und auf den Freilichtbühnen der DDR etwa 200 Mal vor rund 50.000, in anderen Quellen auch vor ca. 100.000 Jugendlichen live im Konzert gespielt.
Trotz des enormen Erfolgs bei den Live-Konzerten im ganzen Land, der mehrfachen Sendung von Paule Panke im staatlichen Radio, der finanziellen Unterstützung der Band bei den Proben durch die Generaldirektion beim Komitee für Unterhaltungskunst und einer Auszeichnung im Rahmen des 1982er Interpretenwettbewerbs der Unterhaltungskunst wurde der Band letztlich die Veröffentlichung beim staatlichen Plattenlabel Amiga verwehrt.
1982 kam der Dokumentarfilm Einmal in der Woche schrein von Günter Jordan unter anderem wegen des Pankow-Titelstücks mit der Zeile „Immer um Erlaubnis fragen, gibt’s denn gar nichts mehr zu wagen, wer will an der Leine geh’n, ich will selber denken, selber seh’n.“ auf den Index. Er wurde erst im Oktober 1989 uraufgeführt.
Am 29. Januar 1983 trat die Band beim Festival Rock für den Frieden im Palast der Republik auf und provozierte einen Eklat, als André Herzberg von der Bühne herab und vor den Augen der Funktionäre von SED und FDJ in Wehrmachtsuniform lautstark Parallelen zwischen dem nationalsozialistischen Deutschland und der DDR proklamierte. Das DDR-Fernsehen unterbrach daraufhin seine Übertragung.
Ein von Heiner Carow geplantes Projekt zur Verfilmung des Paule-Panke-Stoffs im Stil einer Rockoper wurde nach Vorlage des Treatments von der Abteilung HV Film beim Ministerium für Kultur gestoppt, während unter der Regie von Lew Hohmann 1983 der Dokumentarfilm Paule in Concert gedreht wurde, in dem der Alltag von Jugendlichen in der DDR von Songs aus Paule Panke begleitet wird.
Hier und auch in den Folgejahren kommt die Ambivalenz des „kulturpolitischen Systems DDR“ zum Ausdruck. Auf der einen Seite gab es Unterstützer der Band, die sich in den offiziellen Medien und bei den zuständigen Behörden für die Band einsetzten, Texte und Aufführungen positiv rezensierten, sowie ein großes Interesse, den Stoff auch szenisch als Film oder Bühnenstück umzusetzen. Auf der anderen Seite standen Gegenspieler, wie etwa der unter ideologischen und wirtschaftlichen Prämissen agierende Chefredakteur von Amiga, René Büttner, der den von ihm und der Band bereits unterzeichneten Plattenvertrag für Paule Panke nach Intervention von nicht näher genannter Stelle zurückzog, eine Vertragsverletzung, die Pankow in den folgenden Verhandlungen mit dem künstlerischen Direktor der VEB Deutsche Schallplatten Berlin, Hansjürgen Schaefer, in eine unbefristete und vertraglich garantierte Option zur jährlichen Veröffentlichung eines Albums ummünzen konnte.
Die Schriftstellerin Gisela Steineckert, ab 1984 Präsidentin des Komitees für Unterhaltungskunst, urteilte 1982 über Paule Panke:

„Das Werk, das sich die jungen Künstler vorgenommen haben, krankt daran, daß der Entwurf „Mensch“ zu klein geraten ist und insgesamt nicht einmal durchschimmert. […] Die Reflexionswelt dieses jungen Mannes, der mir hier an der Peripherie langgeführt wird, läßt mich kalt. Was wäre denn, wenn er „aus dem Arsch“ käme? Was wäre denn dann, wonach würde er streben, wen denn könnte seine Käsigkeit beglücken? Man muß ja noch froh sein, daß dieser chronische Miesmacher, Nörgler und Muffel nicht aktiver ist, sonst wäre er gänzlich unerträglich.“

1984 in einer Sammlung von Briefen veröffentlicht, hat sie nach dem Live-Erlebnis und dem Kennenlernen der Band diese harsche Kritik allerdings öffentlich revidiert und in der Folge das Konzept von Pankow unterstützt.
Die Ursachen für diese Ambivalenz sind sicher auch in den Folgen und der Verunsicherung der Kulturfunktionäre nach der Biermann-Ausbürgerung und den darauf folgenden Protesten und dem Exodus von namhaften DDR-Künstlern zu sehen.

„Die sich damit auftuenden Freiräume wurden von Pankow von Anfang an zu nutzen versucht. Damit verbunden war auch der Wunsch, sich ästhetisch und inhaltlich von der damals bereits stark politisch vereinnahmten DDR-Rockmusik abzusetzen. Dabei waren Instinkt und „Bauchgefühl“ ein mindestens so ausgeprägter Antrieb wie die gesellschaftspolitische Auseinandersetzung, auch innerhalb der Band.“

#### Lieder statt Konzeptalben
1983 wurde mit Kille Kille unter dem Druck der Popularität der Band eine erste Zusammenstellung von Titeln veröffentlicht. André Herzberg schreibt dazu in seinem autobiographischen Roman Mosaik:

„So hatte die Band als Gegentaktik Einzellieder entwickelt, um nun doch noch eine Platte machen zu können.“

Trotz der in kurzer Zeit vergriffenen ersten Auflage von 110.000 blieb diese Zusammenstellung von Amiga ohne konzeptionellen Zusammenhang der einzelnen Stücke für die Band und ihr Publikum, die nach den vielen Live-Konzerten auf die Veröffentlichung von Paule Panke gehofft und gewartet hatten, hinter den Erwartungen zurück.
Als es Pankow dann 1985 gelang, das ebenfalls als Konzept angelegte Rockspektakel Hans im Glück bei Amiga zu veröffentlichen, führte der Inhalt des Stücks wieder zu kontroversen Diskussionen und vielfach auch zu Ablehnung von Seiten der für Jugendkultur in der DDR zuständigen Funktionäre und Organisationen.
Wenn bei Paule Panke noch die Fiktion des Einbringens in eine entwicklungsfähige Gesellschaft (Komm aus’m Arsch) überwog, so mehrten sich die als systemkritisch empfundenen Töne in den Texten von Frauke Klauke auf Hans im Glück. Zeilen wie die folgenden aus Hans Negativ wurden vom Publikum auch auf das sozialistische System der DDR bezogen:

„Die Luft ist vergiftet / Die Gewässer vermistet / Das Land ausgesaugt / Von Geiern beklaut

Vom Hunger geplagt / Von Krankheit zernagt / Ohne Rast, ohne Ruh’ / Geht’s dem Untergang zu

Städte veröden / Die Leute verblöden / Durch die Arbeit zerhackt / In Familien versackt

Im Konsum ertrunken / Ins Fernseh’n versunken / Ohne Rast, ohne Ruh’ / Geht’s dem Untergang zu

Alles Scheiße / Ob in Nord, Ost, Süd oder West / Immer nur Horror / Und geistige Pest“

André Herzberg beschrieb die Wirkung der Texte auf das jugendliche Publikum:

„Bei Hans im Glück waren das alles mehr oder weniger Anti-Figuren. Das Publikum ist auf den Rhythmus der Musik eingestiegen und hat dem negativen Helden zugeklatscht. Das war teilweise eine ganz bescheuerte Situation, wenn dem Spießer plötzlich dankbar zugejubelt wurde, viele mitgrölten „Alles Scheiße“ oder „Immer mit’m Arsch an der Wand entlang“ und so, als würden sich die Leute mit diesen Rollen identifizieren, was wir gar nicht beabsichtigt hatten.“

Nach teils heftigen Kontroversen und Diskussionen über Hans im Glück in der Öffentlichkeit, die neben den Texten auch das Konzept der Band in Frage stellten, trennten sich Pankow und ihr Texter Frauke Klauke. Fortan wurden die Texte zu den Songs von Herzberg und Ehle oder anderen Textern, wie etwa Ronald Galenza, verfasst. In Konzerten waren einzelne Songs von Paule Panke, wie Freitag oder auch der Werkstattsong weiterhin präsent. Von Stille, dem Abschlusstitel von Hans im Glück, gab es auf dem 2006er-Album Nur aus Spass ein Remake.
Das erste Pankow-Konzert im NSW fand 1984 im Quartier Latin in West-Berlin statt. Es folgte 1985 die von Bernd Reisig organisierte Tournee durch die Bundesrepublik Deutschland. Nach der Tour verließ Frank Hille die DDR und somit auch die Band. Er wurde durch Stefan Dohanetz ersetzt.
Das 1986 erschienene Album Keine Stars wurde von Teldec auch in der BRD verlegt. Das Album enthält den von Ronald Galenza getexteten Titel Er will anders sein, der das Motto großer Teile der jungen Generation in der zweiten Hälfte der 1980er Jahre der DDR wurde und dessen Refrain bei Live-Auftritten von Sänger und Publikum lautstark im Chor skandiert wurde.

„Er hat außer Klagen noch mehr zu sagen / … /

Manchmal will er sowieso / Weg nach Irgendwo. /

Aber er haut nicht ab in einen andern Ort, / Er rennt nicht vor Problemen fort. /

Abzuhau’n fällt ihm nicht ein / Er will doch ganz anders sein. / … /

Er will anders sein, / Er will ganz anders sein. / Er will anders sein, / Er will ganz anders sein.“

Ende 1986 verließ Jäckie Reznicek die Band in Richtung Silly, war aber bei vielen Tourneen sowie Studioaufnahmen von Pankow, insbesondere ab 1996, wieder präsent. Für ihn kam 1987 Ingo Griese von Rockhaus.
1987 kam es unter der Regie von Gert Hof zur erfolgreichen Uraufführung von Paule Panke als Rockmusical im Theater der Stadt Schwedt. Dabei traten die Musiker von Pankow auch als Schauspieler auf: André Herzberg als Paule Panke, Rainer Kirchmann als Operettenbuffo, Jürgen Ehle als Mann mit Mundharmonika, Ingo Griese und Stefan Dohanetz als Lehrlinge. Nach sieben Vorstellungen wurde die Aufführung aus „politisch-ideologischen Gründen“ gestoppt.
Im Juni 1987 stand Pankow als erste DDR-Rockband beim Provinssirock-Festival in Seinäjoki neben internationalen Acts wie Bob Geldof, Iggy Pop, Elvis Costello und Hüsker Dü auf der Bühne. Darauf folgte bis Mitte Juli eine Tour mit der niederländischen Band Gruppo Sportivo.

#### Aufruhr in den Augen
Mit dem Einsetzen von Perestroika und Glasnost in der Sowjetunion ab Mitte der 1980er Jahre waren die Funktionäre der SED bemüht, ihr Land vor ähnlichen Entwicklungen abzuschirmen. Das in dieser zeitgeschichtlichen Phase 1988 erschienene Album Aufruhr in den Augen mit Texten solcher Songs wie Langeweile oder Gib mir’n Zeichen sowie der provozierende Auftritt von Pankow in westdeutschen Medien zogen Kreise bis in das ZK der SED. Zeilen wie diese:

„Dasselbe Land zu lange gesehn’ / Dieselbe Sprache zu lange gehört.

Zu lange gewartet, zu lange gehofft / Zu lange die alten Männer verehrt.

Ich bin rum gerannt, / Zu viel rum gerannt. / Zu viel rum gerannt. / Und ist doch nichts passiert“

„Komm ich hol dich raus, raus, raus / Dann geh’n wir hier weg.

Gib mir ’n Zeichen, / Die andern brauchen es nicht zu sehn. / Gib mir ’n Zeichen.“

führten zu einer heftigen Replik im Zentralorgan der SED.
Die Kritik der DDR-Oberen konnte zu diesem Zeitpunkt Produktion und Vertrieb des Albums sowie die Aufführung im Rundfunk und bei Konzerten der Band nicht mehr verhindern. Bezeichnend für die sich bereits ändernden Zeiten war die 1989 folgende Tournee mit der Big Band des Stabes der Gruppe der Sowjetischen Streitkräfte in Deutschland durch die DDR, auf der trotz aller Widerstände die Titel des Albums einem breiten Publikum zu Gehör gebracht wurden.
Im September 1989 gehörten die Musiker von Pankow zu den Unterzeichnern der Resolution von Rockmusikern und Liedermachern, die notwendige Veränderungen in der DDR unter Einbeziehung basisdemokratischer Organisationen wie dem Neuen Forum forderten. Am 15. Oktober beteiligte sich Pankow am „Konzert gegen Gewalt“ vor etwa 2000 Besuchern in der Ost-Berliner Erlöserkirche, auf dem zahlreiche neue Resolutionen zur Situation im Land verlesen wurden.

### Vierer Pack (1990–1996)
Mit der politischen Wende in der DDR und dem damit verbundenen Zusammenbruch des kulturpolitischen Rahmens, der neben Einschränkungen und Kontrolle durch die staatlichen Organe für die etablierten Künstler auch eine finanzielle Sicherheit brachte, eröffneten sich ab 1990 neue Möglichkeiten aber auch Notwendigkeiten für Bands und Musiker, auf dem internationalen Musikmarkt Präsenz zu zeigen. So waren die Musiker von Pankow in den folgenden Jahren in einer Vielzahl weiterer Projekte und Bands aktiv. André Herzberg verließ 1990 die Band, um eigene Projekte zu realisieren. Im selben Jahr kam Jens Jensen für Ingo Griese in die Band.
1989/90 tourte der US-amerikanische Musiker Ben Vaughn mit Pankow als Begleitband durch die DDR. Eines der Konzerte wurde im ost- und westdeutschen Fernsehen übertragen.
Ebenfalls 1990 trat Pankow zusammen mit Rio Reiser in Berlin auf.
Mit dem Fall des Eisernen Vorhangs und dem damit verbundenen offenen Zugang zu Medien außerhalb Deutschlands rückte Pankow so auch kurzzeitig in den Fokus der angelsächsischen Publizistik. Der US-amerikanische Historiker Timothy W. Ryback, bekannt durch sein 1990 erschienenes Werk Rock around the bloc: a history of rock music in Eastern Europe and the Soviet Union, charakterisiert Pankow neben Silly als eine der beiden angesehensten und professionellsten Gruppen der Ostberliner Rockmusik-Szene, „originally showed the influence of the Rolling Stones, but has developed into a dynamic band that combines the energy of the Clash with the innovation of the Talking Heads“.
Am 13. Dezember 1991 fand in der mit über 4.000 Besuchern ausverkauften Halle, dem nunmehrigen Motorwerk, in Berlin-Weißensee das 10-Jahre-Pankow-Konzert statt. Pankow spielte in der Besetzung Ehle, Herzberg, Kirchmann, Dohanetz und Reznicek. Als Gastmusiker traten Frank Hille, Heiner Witte von Engerling, Volker Schlott und die Big Band des Stabes der Gruppe der Sowjetischen Streitkräfte in Deutschland auf. Das Konzert wurde live im Rundfunk bei DT64 übertragen. Vom Konzert erschienen 1992 der Videomitschnitt 10 Jahre Pankow. Ebenfalls unter dem Titel 10 Jahre Pankow veröffentlichte Amiga in der Reihe Rock aus Deutschland Ost 1991 eine Best-of-Kompilation.
Mit Barbara Thalheim wurde von Dezember 1991 bis Januar 1992 das Album Ende der Märchen eingespielt, produziert und 1992 veröffentlicht.
1994 komponierte und spielte Pankow für die Theaterinszenierung von Clockwork Orange, einem Rockmusical nach Anthony Burgess, an der Landesbühne Sachsen-Anhalt in Eisleben. Im selben Jahr erschien das Album Vierer Pack, eingespielt in der Besetzung Ehle, Kirchmann, Dohanetz, Jensen. Mitwirkende Gäste waren Blanche Elliz, Paul Brady, Jens Streifling, Jean Pacalet und Jäcki Reznicek. Ende 1994 folgte die Herzberg-Pankow-Tour, von Pankow und der Herzberg-Band gemeinsam bestritten.
Am ersten Mai 1996 erschien bei Grauzone das Album Paparazzia als letzte Produktion von Pankow als „Vierer Pack“ Kirchmann, Jensen, Dohanetz und Ehle.

### Reunion (1996–1999)

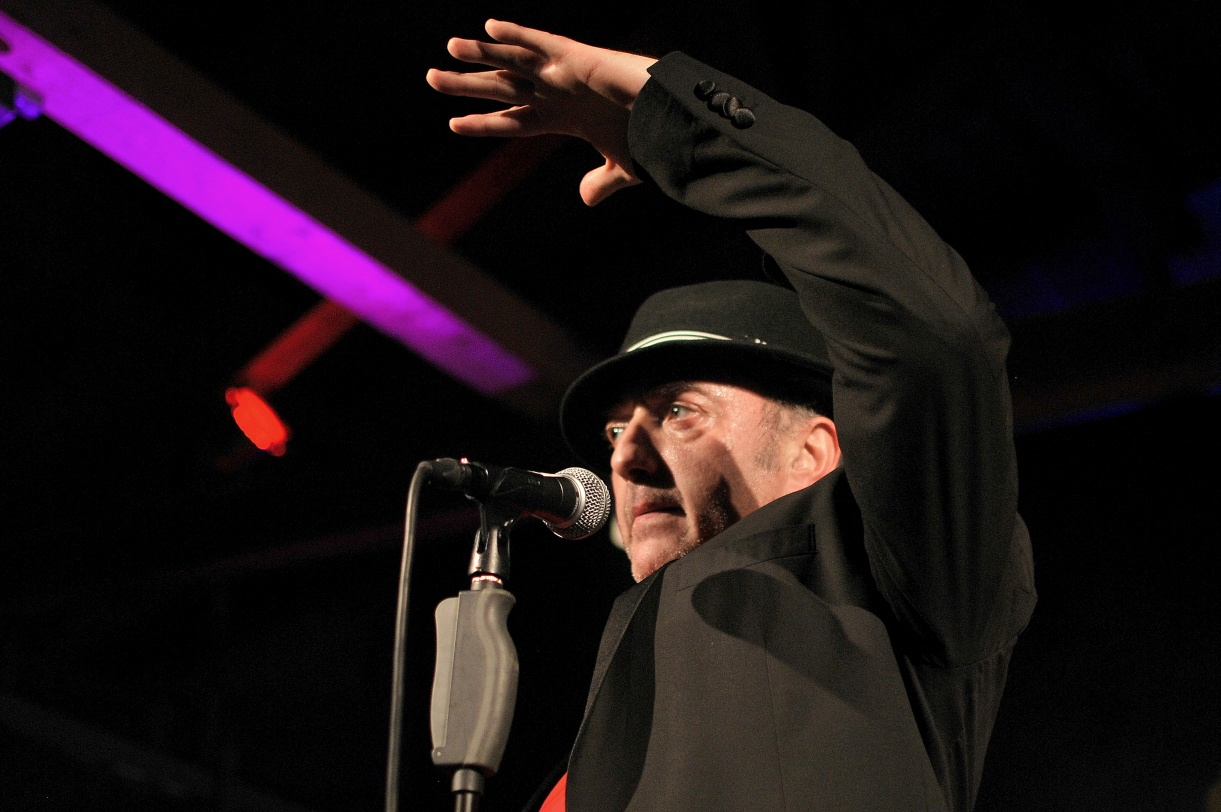
André Herzberg (2011)

1996 kehrte Herzberg zurück, für Rainer Kirchmann kam Kulle Dziuk und für Jens Jensen kam Jäcki Reznicek. So stand Ende 1996 Pankow in der Besetzung Herzberg, Ehle, Dohanetz, Reznicek, Dziuk wieder auf der Bühne. Die Single Am Rande vom Wahnsinn war erschienen, das Album gleichen Namens folgte im Frühjahr 1997. Die Konzerte zur Wiedervereinigung der Band fanden Ende 1996 im Tränenpalast in Berlin statt.
Erstmals wurde während der bis zu zweieinhalb Stunden dauernden Konzerte auch ein Teil der Pankow-Songs unplugged aufgeführt.
Noch 1996 spielte die Band den Song Hurra für das bei Gringo Records 1997 erschienene Die-Ärzte-Tributealbum GötterDÄmmerung ein.
Im Brecht-Jahr 1998 gab es unter dem Titel Kille Kille, Bertolt zusätzlich zu den regulären Konzerten eine Tournee mit einem Programm, das ausschließlich an Theaterbühnen aufgeführt wurde. Wichtige Stationen waren die langjährige Wirkungsstätte von Brecht, das Berliner Ensemble, sowie Brechts Geburtsstadt Augsburg.
Das vorerst letzte Konzert von Pankow fand am 23. Dezember 1998 im Berliner Prater statt. Im März 1999 trat die Band dann noch ein letztes Mal mit Kille Kille, Bertolt und anlässlich der Kurt-Weill-Festspiele in Weills Geburtsstadt Dessau auf.
Die Musiker verfolgten daraufhin bis Anfang 2004 eigene Projekte.

### 2004 bis 2025
Im Jahr 2004 kam es zu einer kurzen Wiedervereinigung und Konzerttournee durch den Ostteil Deutschlands mit Konzerten unter anderem in Berlin und Leipzig. Im Mai 2006 erschien beim Label Buschfunk mit Nur aus Spass nach langer Zeit wieder ein neues Studioalbum. Von August bis Oktober 2006 gab es eine Jubiläumstournee zum 25. Geburtstag der Band. Am 28. März 2009 beendeten Pankow ihre – wie Herzberg sagte, vorläufig letzte – Tour (Januar bis März 2009) mit dem Abschlusskonzert im Berliner Postbahnhof.
Die im März 2009 gestartete Wiederaufführung des Rockspektakels Hans im Glück – gemeinsam mit Schauspielern der Berliner Volksbühne und Supervision durch Frank Castorf – wurde im April 2009 im Prater fortgesetzt.
Am 3. November 2011 starteten Pankow mit ihrem Album Neuer Tag in Pankow die Tour zum 30-jährigen Bühnenjubiläum in der Besetzung Herzberg, Ehle, Dohanetz, Dziuk sowie Ingo York als Gastmusiker am Bass.

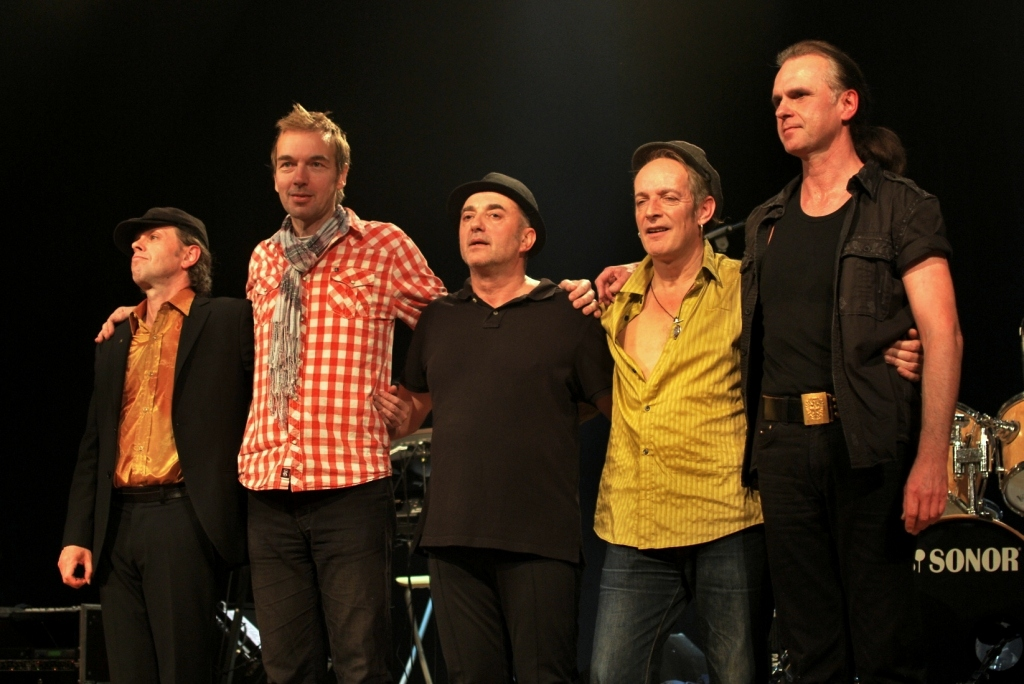
Ehle, Dziuk, Herzberg, York, Dohanetz v. l. n. r. (2011)
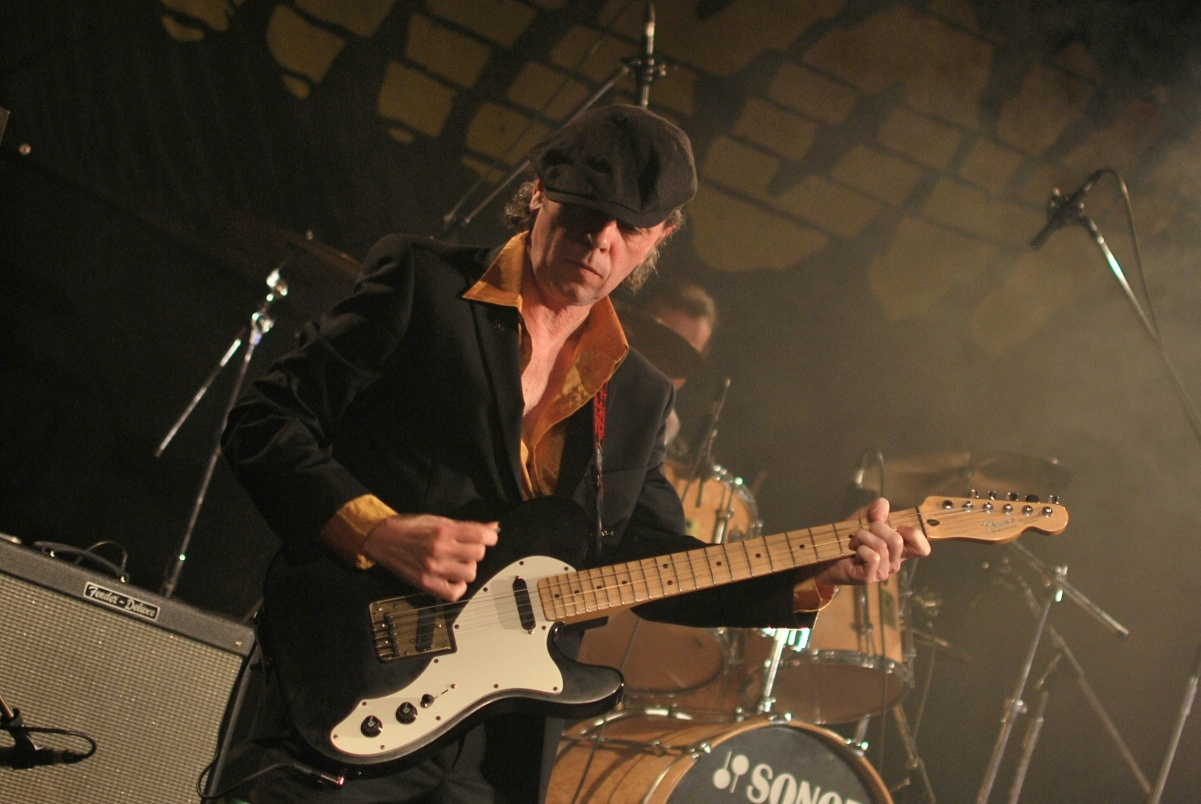
Jürgen Ehle (2011)
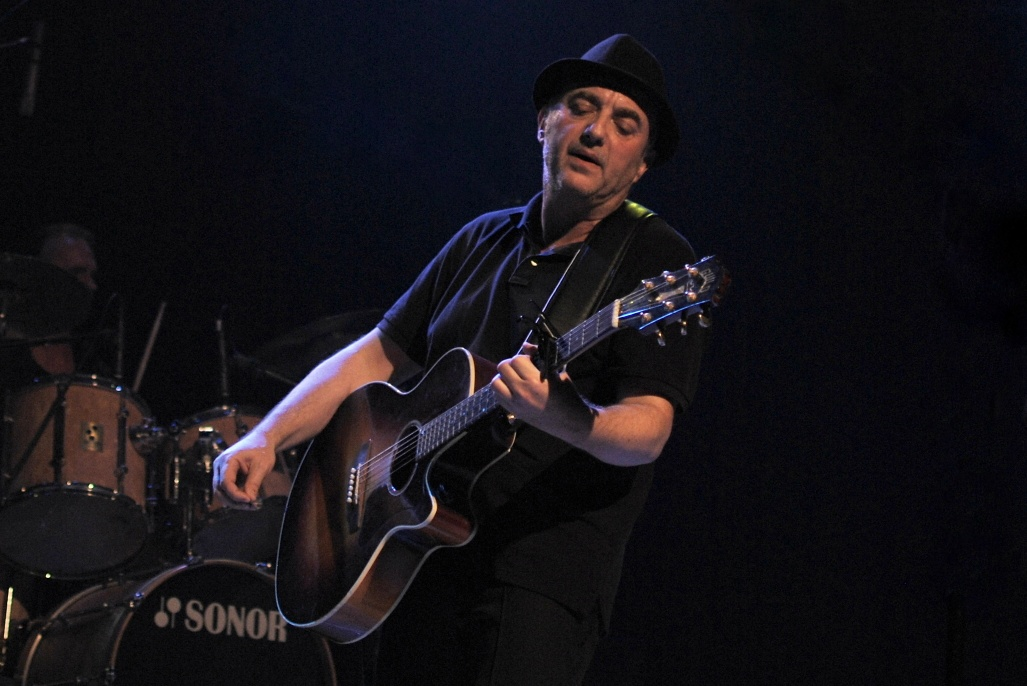
André Herzberg (2011)
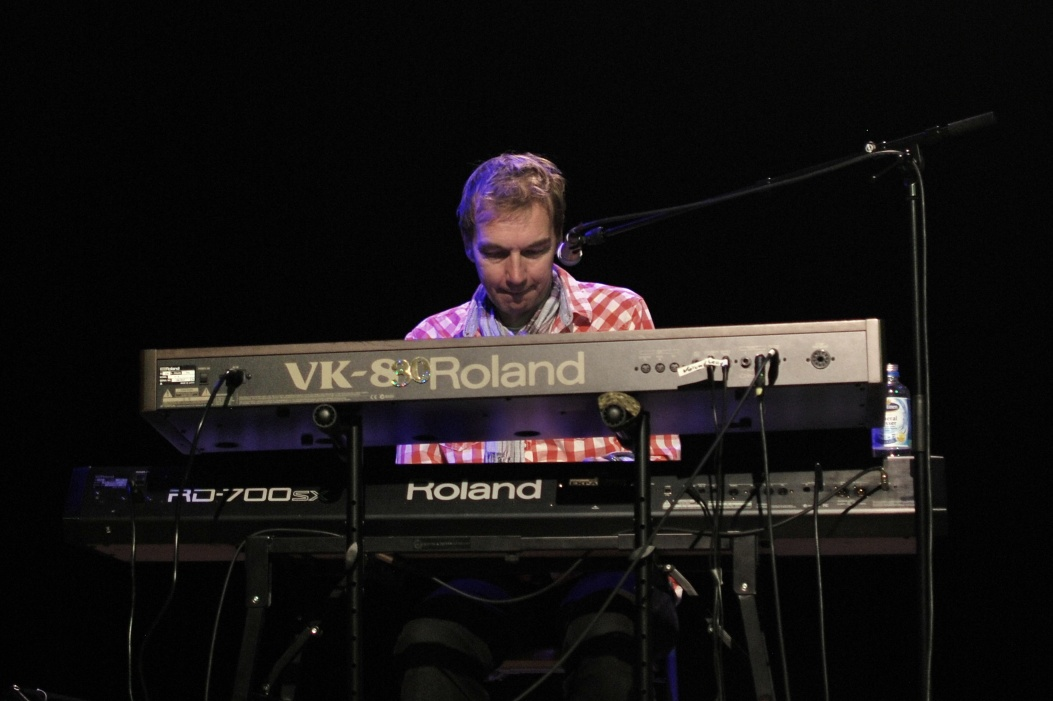
Kulle Dziuk (2011)

In den Folgejahren gab die Band immer wieder einzelne Konzerte, beteiligte sich an dem Musikprojekt Ost-Rock Klassik und startete 2014 eine Tour mit mehreren Konzerten in Ostdeutschland und der Tschechischen Republik. So traten Pankow im November 2014 beim Konzert für die Preisträger des Memory of Nations Awards an der Seite von John Cale, Gábor Presser, Marián Varga und Pražský výběr im Nationaltheater Prag auf.
Am 12. November 2016 begann im Berliner Frannz-Club die Aufruhr in den Augen reloaded - Tour. Dabei spielten Pankow die Songs des gleichnamigen Albums von 1988 in einer unplugged Version. Als Gäste begleiteten Pankow Wolfram Boddi Bodag von Engerling an den Keyboards und André Drechsler an Bass und Gitarre.
2018 traten Pankow in Jekaterinburg im Rahmen der Ural Music Night auf, einem multikulturellen Festival, welches in einer Nacht auf nahezu einhundert Bühnen unter Beteiligung von etwa 2000 Musikern aus 26 Ländern stattfand.

Im November 2019 war Pankow in der Besetzung Herzberg, Ehle, Dohanetz, Dziuk und Drechsler

„wieder auf der Strasse, wieder unterwegs.“

 Dabei wurde in den Konzerten durch die Songs und den Vortrag des Frontmanns André Herzberg die Chronik der vergangenen fast 40 Jahre des Bestehens der Band nachgezeichnet. Es gelang der Band dabei beeindruckend, mit der Musik und den Texten ihre Protagonisten und das Publikum in einen erlebbaren Bezug zu gesellschaftlichen Auf- und Umbrüchen auf eine Zeitreise zu schicken. Neben einigen neu arrangierten Songs war der eindringliche Vortrag des Kunert / Pannach Songs The Day they took the Wall away 30 Jahre nach dem Fall der Berliner Mauer ein Höhepunkt des Konzerts. Das Abschlusskonzert der Tour fand am 30. November 2019 im Kesselhaus der Berliner Kulturbrauerei statt.
Am 13. Juli 2025 gab die Band nach 44 Jahren Bestehen ihr letztes Konzert open air am Club Tante Ju in Dresden.

## Diskografie (Auswahl)
Studioalben
| Jahr | Titel                 | Musiklabel    | Anmerkungen                            |
| ---- | --------------------- | ------------- | -------------------------------------- |
| 1983 | Kille Kille           | Amiga         |                                        |
| 1985 | Hans im Glück         | Amiga         | Mischung von Studio- und Liveaufnahmen |
| 1986 | Keine Stars           | Amiga, Teldec |                                        |
| 1988 | Aufruhr in den Augen  | Amiga, Ariola |                                        |
| 1994 | Vierer Pack           | Buschfunk     |                                        |
| 1996 | Paparazzia            | Grauzone      |                                        |
| 1997 | Am Rande vom Wahnsinn | Grauzone      |                                        |
| 2006 | Nur aus Spass         | Buschfunk     |                                        |
| 2011 | Neuer Tag in Pankow   | Buschfunk     |                                        |

## Filme
| Jahr | Titel                       | Musiklabel | Anmerkungen                                                                                           |
| ---- | --------------------------- | ---------- | --- |
| 1982 | Einmal in der Woche schrein | DEFA       | Dokumentarfilm von Günter Jordan Farbe, 17 min.                                                       |
| 1983 | Paule in Concert            | DEFA       | Dokumentarfilm von Lew Hohmann Farbe, 33 min.                                                         |
| 1983 | Einer vom Rummel            | DEFA       | Spielfilm von Lothar Großmann, Farbe, 93 min.                                                         |
| 1984 | Sylvia                      | DEFA       | Dokumentarfilm von Ernst Cantzler Schwarz-Weiß, 24 min.                                               |
| 1984 | Leben in Wittstock          | DEFA       | Dokumentarfilm von Volker Koepp Auftritt mit Die wundersame Geschichte von Gabi Schwarz-Weiß, 85 min. |